# 节节红
节节红（学名：Blumea fistulosa）为菊科艾纳香属的植物。分布于印度、缅甸、泰国、尼泊尔、不丹、中南半岛、锡金以及中国大陆的贵州、广东、云南、广西等地，生长于海拔300米至1,900米的地区，常生于山坡林缘、空旷草地和溪边，目前尚未由人工引种栽培。

## 别名
聚花艾纳香（广西植物名录）